# منتخب سيلاند لكرة القدم
منتخب سيلاند لكرة القدم هو منتخب يمثل جزيرة سيلاند الصناعية، لا يعتبر جزء من الفيفا واليويفا ومرتبطة بمجلس الاتحاد الجديد وألتي أصبح عضو فيها في سنة 2005 وقد اشترك بأوقات سابقة بكأس العالم للأقاليم.